# Stenoscepa obscura
Stenoscepa obscura is een rechtvleugelig insect uit de familie Pyrgomorphidae. De wetenschappelijke naam van deze soort is voor het eerst geldig gepubliceerd in 1962 door Kevan.